# Чолбон (село)
Чолбон (рос. Чолбон) — село Верхоянського улусу, Республіки Саха Росії. Входить до складу Янського наслегу.
Населення — 19 осіб (2002 рік).
Село розташоване за 13 кілометрів від адміністративного центру улусу — міста Верхоянська.